# Крюгерс (Нью-Йорк)
Крюгерс (англ. Crugers) — переписна місцевість (CDP) в США, в окрузі Вестчестер штату Нью-Йорк. Населення — 1627 осіб (2020).

## Географія
Крюгерс розташований за координатами 41°13′53″ пн. ш. 73°55′33″ зх. д. / 41.23139° пн. ш. 73.92583° зх. д. (41.231337, -73.925810).  За даними Бюро перепису населення США в 2010 році переписна місцевість мала площу 3,20 км², з яких 1,71 км² — суходіл та 1,49 км² — водойми.

## Демографія
Згідно з переписом 2010 року, у переписній місцевості мешкали 1534 особи в 813 домогосподарствах у складі 254 родин. Густота населення становила 480 осіб/км².  Було 904 помешкання (283/км²).
Расовий склад населення:
| - 87,6 % — білих - 6,9 % — чорних або афроамериканців - 1,2 % — азіатів - 2,3 % — осіб інших рас |

До двох чи більше рас належало 2,0 %. Частка іспаномовних становила 9,3 % від усіх жителів.
За віковим діапазоном населення розподілялося таким чином: 13,1 % — особи молодші 18 років, 40,9 % — особи у віці 18—64 років, 46,0 % — особи у віці 65 років та старші. Медіана віку мешканця становила 62,9 року. На 100 осіб жіночої статі у переписній місцевості припадало 81,3 чоловіків;  на 100 жінок у віці від 18 років та старших — 74,9 чоловіків також старших 18 років.
Середній дохід на одне домашнє господарство  становив 52 904 долари США (медіана — 38 301), а середній дохід на одну сім'ю — 89 208 доларів (медіана — 81 731). За межею бідності перебувало 8,5 % осіб, у тому числі 0,0 % дітей у віці до 18 років та 14,8 % осіб у віці 65 років та старших.
Цивільне працевлаштоване населення становило 694 особи. Основні галузі зайнятості: освіта, охорона здоров'я та соціальна допомога — 16,3 %, мистецтво, розваги та відпочинок — 16,1 %, науковці, спеціалісти, менеджери — 13,4 %, будівництво — 12,2 %.